# Kristel Verbeke

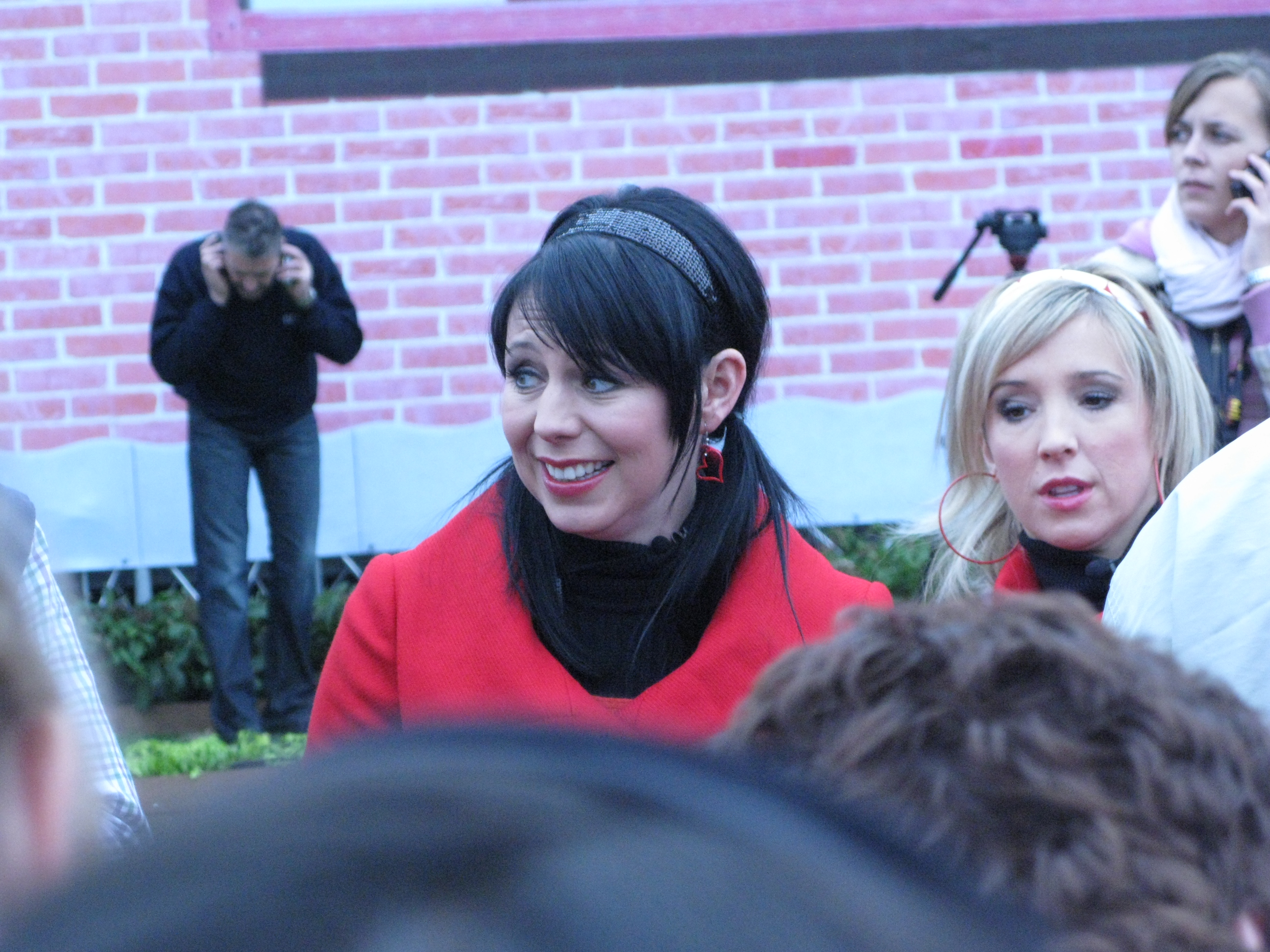
Kristel und Ex-K3 Kathleen Aerts

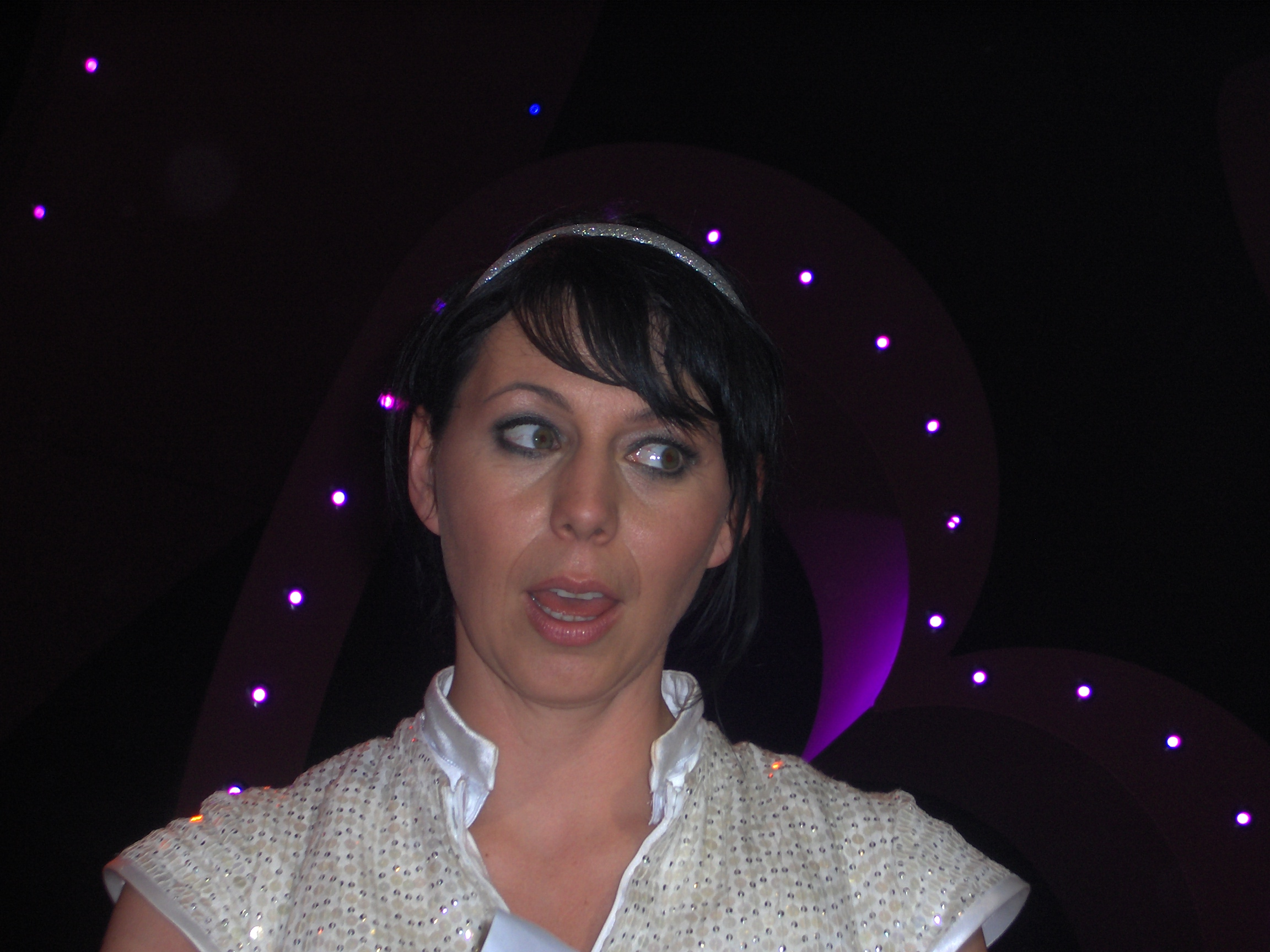
Kristel Verbeke

Kristel Verbeke (* 10. Dezember 1975 in Hamme, bürgerlich: Kristel Philemon Charlotte Verbeke) ist eine belgische Sängerin,  Schauspielerin und Managerin. Sie ist vor allem durch die Musikgruppe K3 bekannt.

## Privatleben
Verbeke ist seit 2003 mit dem belgischen Sänger Gene Thomas verheiratet, mit dem sie zwei Kinder hat. Bevor ihre Gesangskarriere startete, arbeitete sie als Lehrerin.

## Karriere
Kristel ist die Zweitälteste und die Schwarzhaarige von K3. Sie ist seit der Entstehung der Band im Jahre 1998 dabei. Mit ihren Kolleginnen Karen Damen, heute Josje Huisman und früher Kathleen Aerts hat sie eine DVD aufgenommen und einige Singles verkauft.
Im Jahr 2015 beschloss sie gemeinsam mit Damen und Huisman die Band zu verlassen. Jedoch fungiert sie seit November 2015 als Managerin von K3. In ihrer Zeit als Sängerin bei K3 konnte Verbeke ein Vermögen von mehr als 2,8 Millionen Euro anhäufen.

## Musicals
- 2002: De 3 Biggetjes (als Knirri)
- 2003: Doornroosje (als Kristella)
- 2008: Pinokkio (als Nina Ballerina)
- 2007: De 3 Biggetjes (als Knirri)
- 2012: Alice in Wonderland (als Kristel)

## Filmografie
- 1999: Samson & Gert (Gastrolle als sie selbst)
- 2002: Samson & Gert (Gastrolle als sie selbst)
- 2003–2015: De Wereld van K3 (Moderatorin)
- 2004: K3 en het Magische Medaillon (Hauptrolle als sie selbst)
- 2006: K3 en het IJsprinsesje (Hauptrolle als sie selbst)
- 2006: Piet Piraat en het Vliegende Schip (Synchronisation der blauen fleischfressenden Pflanze)
- 2007: K3 & de Kattenprins (Hauptrolle als sie selbst)
- 2009: K2 zoekt K3 (als sie selbst, Kandidatin)
- 2010: Hallo K3!: Fernsehfilm (Hauptrolle als sie selbst)
- 2010: K3 weer K3 (Hauptrolle als sie selbst)
- 2010: Wicky de Viking (als Lee Fu in einer niederländischen Nachsynchronisation der Originalserie)
- 2010: K3 en het wensspeel (Hauptrolle als sie selbst)
- 2010–2013: Hallo K3! (Hauptrolle als sie selbst)
- 2012: K3 Bengeltjes (Hauptrolle als sie selbst)
- 2012: K3 Modemeiden (Hauptrolle als sie selbst)
- 2012: K3 en het droombed (Hauptrolle als sie selbst)
- 2014–2015: K3 kan het! (Moderatorin)
- 2014: K3 Dierenhotel (Hauptrolle als sie selbst)
- 2014: K3 in Nederland (Hauptrolle als sie selbst)
- seit 2014: Ghost Rockers (Hauptrolle als Tanzlehrerin Elvira De Neve)
- 2014: Drachenzähmen leicht gemacht (flämische Synchronisation der Valka)
- 2015: K3 zoekt K3 (als sie selbst)